# Rock Hard (revista)
Rock Hard es una revista musical especializada en la música rock y metal, así como sus subgéneros.  Fue publicada por primera ocasión en Alemania en el año de 1983 y fue fundada por Holger Stratmann y Uwe Lerch. Esta revista tiene o ha tenido versiones independientes en Brasil, Eslovaquia, Eslovenia, España, Francia, Grecia, Italia, Japón, Portugal y República Checa.

## Fundación
Holger Stratmann y Uwe Lerch eran amigos y coleccionaban discos e iban a conciertos de rock y heavy metal, de quienes eran fanáticos.  Tiempo después conocieron a Götz Kuehnemund y Frank Trojan, con quienes intercambiaban discos de vinilo. Kuehnemund y Trojan le comentaron a Stratmann y a Lerch de que una publicación neerlandesa llamada Aardschok había tenido algo de éxito. Inspirados en dicha edición, Holger Stratmann y Uwe Lerch fundaron en 1983 una revista de nombre Metal Maniacs, la cual sería la antecesora de Rock Hard.